# Ferrocarriles Argentinos
Ferrocarriles Argentinos (FA) è stata un'azienda pubblica argentina che gestì la rete ferroviaria nazionale dal 1948 al 1995. 

## Storia
Nacque nel 1948 quando le compagnie private vennero nazionalizzate durante il primo governo di Juan Perón diventando: Empresa de Ferrocarriles del Estado Argentino (EFEA).
FA gestiva sia i servizi ferroviari che dei treni sia treni a lunga percorrenza che le tratte metropolitane dell'area di Buenos Aires.
La società venne sciolta sotto il governo di Carlos Menem che portò ad una privatizzazione sebbene nel 2015 il governo di
Cristina Kirchner ha rianimato il marchio per l'uso su ferrovie statali.